# Recensement polonais de 1931
Le recensement polonais de 1931 ou deuxième recensement général de Pologne (polonais : Drugi Powszechny Spis Ludności) a été le deuxième recensement de la Deuxième République de Pologne au cours de l'entre-deux-guerres, effectué le 9 décembre 1931. Il a établi que la population polonaise s'élevait à 32 millions de personnes (soit 5 millions de plus qu'au précédent recensement de 1921).